# Demozid
Demozid (von altgriechisch δῆμος démos, deutsch ‚Volk‘, ‚Bevölkerung‘ und lateinisch caedere ‚morden‘, ‚metzeln‘) ist ein von dem US-amerikanischen Politikwissenschaftler Rudolph Joseph Rummel eingeführter Begriff, unter dem vorsätzliche Massentötungen von bestimmten Menschengruppen durch eine Regierung zusammengefasst werden.

## Definition
Als Demozid gilt nach Rummel jede Form von Handlungen seitens einer Regierung, die
1. darauf abzielt, Menschen direkt zu töten oder den Tod von Menschen herbeizuführen,
  1. wegen deren Religion, Rasse, Sprache, Ethnie, nationaler Herkunft, Klasse, Politik, Reden, als regierungsfeindlich oder sozialpolitisch schädlich verstandener Handlungen, oder wegen der bloßen Verbindung zu Menschen, auf die erstgenannte Bedingungen zutreffen;
  2. um ein Plansoll oder System von Requirierungen zu erfüllen;
  3. zur Förderung eines Systems von Zwangsarbeit oder Versklavung;
  4. durch Massaker;
  5. durch die Auferlegung tödlicher Lebensbedingungen;
  6. durch direkte Maßnahmen gegen Nichtkombattanten während eines Krieges oder eines gewalttätigen Konflikts.
2. den Tod verursachen aufgrund einer vorsätzlichen oder bewusst rücksichtslosen oder fahrlässigen Missachtung von Leben (konstitutiv für Vorsatz qua Praxis), darunter
  1. tödliche Gefängnis-, Konzentrationslager-, Zwangsarbeits-, Kriegsgefangenen- oder Rekrutierungslager-Bedingungen;
  2. tödliche medizinische oder wissenschaftliche Experimente an Menschen;
  3. Folter oder Körperstrafe;
  4. Unterstützung oder Duldung von Mord, Vergewaltigung, Plünderung oder Brandschatzung mit Todesfolge;
  5. Hungersnöte oder Epidemien, während deren Regierungsstellen Hilfe zurückhalten oder bewusst dazu beitragen, die Sterberate zu erhöhen;
  6. tödliche Zwangsumsiedlungen und Vertreibungen
3. folgenden Qualifikationen und Kriterien entsprechen:

- (a) „Regierung“ beinhaltet De-facto-Herrschaft, wie durch die Kommunistische Partei Chinas in der Volksrepublik China; oder durch die Armeen von Warlords oder Rebellen über eine Region und deren Bevölkerung nach der Eroberung dieser, wie durch die kurze Herrschaft muslimischer Revolutionäre während der zweiten „Republik Ost-Turkestan“ über kleine Teile der chinesischen Provinz Xinjiang (1944–1946);
- (b) „Handlungen einer Regierung“ beinhaltet offizielle oder autoritative Handlungen seitens Regierungsbevollmächtigter (dazu gehören die Polizei, das Militär oder auch der Geheimdienst); oder jene Nicht-Regierungs-Handlungen (z. B. Briganten, Zwangsrekrutierer oder Geheimgesellschaften), die seitens der Regierung gebilligt, unterstützt oder akzeptiert werden;
- (c) Punkt 1.6 beinhaltet, beispielsweise, direkte und gezielte Maßnahmen während eines Krieges oder eines gewalttätigen Konflikts aus Hass oder Rachsucht oder zur Entvölkerung einer feindlichen Region oder zur Terrorisierung von einer bzw. Zwangsausübung auf eine Bevölkerung als Mittel zu deren Unterwerfung; dies würde u. a. die wahllose Bombardierung oder Beschießung städtischer Wohngebiete oder Blockaden zur Auslösung von Massenhungersnöten beinhalten;
- (d) „bloße Verbindung zu Menschen“ (Punkt 1.1) beinhaltet Verwandte, Kollegen, Mitarbeiter, Lehrer und Schüler bzw. Studenten;
- (e) „Massaker“ (Punkt 1.4) beinhaltet die Massentötung von Kriegsgefangenen oder gefangenen Rebellen;
- (f) „Plansoll“ (Punkt 1.2.) beinhaltet die zufällige Auswahl von Menschen zu deren Hinrichtung, um eine vorgegebene Anzahl von Hinrichtungen zu erreichen; oder die Festnahme einer bestimmten Anzahl von Menschen um ein Plansoll zu erreichen, von denen dann manche hingerichtet werden;
- (g) System von „Requirierungen“ (Punkt 1.2) beinhaltet die vollständige Beschlagnahme von Nahrungsmitteln von Bauern oder Landwirten, die zu deren Hungertod führen;
- (h) und die folgendes von der Definition ausschließen:
  - (h.1) Hinrichtung für Handlungen, die international als Kapitalverbrechen begriffen werden, wie z. B. Mord, Vergewaltigung, Spionage, Verrat und Ähnliches, sofern keine Beweise dafür existieren, dass die Anschuldigungen durch die Regierung erfunden wurden, um den oder die Beschuldigten hinzurichten;
  - (h.2) Maßnahmen gegen bewaffnete Zivilisten während Ausschreitungen eines Mobs oder während eines Aufruhrs (d. h., dass das Töten von Menschen, die Waffen tragen, kein Demozid ist);
  - (h.3) der Tod von Nichtkombattanten, der durch Angriffe auf militärische Ziele verursacht wird, sofern das Primärziel militärisch ist (z. B. während der Bombardierung feindlicher, logistischer Infrastruktur).

Diese Definition schließt Tötungen innerhalb von Kriegen internationaler Art sowie in Bürgerkriegen aus. Heinsohns Lexikon der Völkermorde (s. Literatur) sieht das allerdings anders: Es klassifiziert z. B. die Atombombenabwürfe auf Hiroshima und Nagasaki ebenfalls als Demozid.
Ebenso werden Tötungen nicht als Demozide begriffen, die nicht als vorsätzlich gelten, so Naturkatastrophen, aber auch Katastrophen, die zwar durch Handlungen von Regierungen hervorgerufen, jedoch (mit ihren Folgen) nicht beabsichtigt sind (umstritten ist das z. B. für die Große Hungersnot (1959–1962) in der VR China während des Großen Sprungs nach vorn).
Auch die nicht tödlichen, nicht von Regierungsstellen oder nicht wegen der Zugehörigkeit der Opfer zu einer der definierten Sorten von Gruppen durchgeführten Formen des Genozids werden aus dieser Definition ausgeschlossen.

## Besondere Formen
Besondere Formen des Demozids sind nach Rummel:
- tödliche Formen des Genozids (z. B. nationalsozialistischer Holocaust und Porajmos, Tötungen von Vietnamesen durch die Roten Khmer, Tötungen von Wolgadeutschen in der Sowjetunion, Genozid an den Armeniern durch die Osmanen);
- Politizide (z. B. Hitlers „Nacht der langen Messer“, Massenmord an den Kommunisten Indonesiens, Việt-Minh-Tötung von Nationalisten);
- Massenmorde/Massaker (z. B. nationalsozialistische Vergeltungsmaßnahmen in Jugoslawien, vietnamesische „Plansoll-Tötungen“, japanisches Massaker von Nanking);
- Terror (guatemaltekische Todesschwadronen, Stalins Großer Terror, argentinische Desaparecidos).

Rummel erwähnt die tödlichen Formen des Genozids, da in der Definition von Genozid, wie sie in der Konvention über die Verhütung und Bestrafung des Völkermordes der Vereinten Nationen aufgeführt ist, auch Formen genannt werden, die nicht unbedingt tödliche Folgen haben müssen.
Gunnar Heinsohn hat vorgeschlagen, zu diesen Formen eine hinzuzufügen, die Opfer umfasst, die aus wirtschaftstheoretischen Gründen umgebracht wurden bzw. werden: Der Begriff „Ökonomizid“ soll z. B. Opfergruppen umfassen, die wegen ihres Eigentums von der Regierung getötet wurden (u. a. Kulaken, Feinde der Kulturrevolution) und damit helfen, die begriffliche Ungenauigkeit der wenigen, sich auf diese Sachverhalte beziehenden rechtlichen Bestimmungen (Artikel 3 aller vier Genfer Konventionen nennt lediglich „Vermögen“ als ein Kriterium, das nicht zur Diskriminierung benutzt werden dürfe) in Zukunft zu vermeiden.